# Савицкая, Маргарита Георгиевна
Маргарита Георгиевна Савицкая (30 октября (11 ноября) 1868 — 27 марта (9 апреля) 1911) — русская драматическая актриса.

## Биография
Работала народной учительницей в Казани.
В 1895 году поступила в Музыкально-драматическое училище Московского филармонического общества (вместе с О. Л. Книппер), которое окончила в 1898 году, и сразу была приглашена своим педагогом Вл. И. Немировичем-Данченко в только что основанную труппу МХТ. Станиславский, увидя её, записал: «Восхитительная. Выйдет толк», «Пришел в восторг от её голоса и темперамента».
Как отмечает Театральная энциклопедия, игре Савицкой были присущи психологическая глубина, одухотворённость, лиризм, внутренняя драматическая сила.
Преподавала в классе драматической игры при МХТ.
Муж — Георгий Бурджалов (1869—1924) — актёр Художественного театра с момента основания и до конца жизни; внёс большой вклад в собирание материалов по истории Художественного театра, один из основателей Музея МХАТа.
Похоронена на Новодевичьем кладбище.

## Актёрские работы в Московском Художественном театре

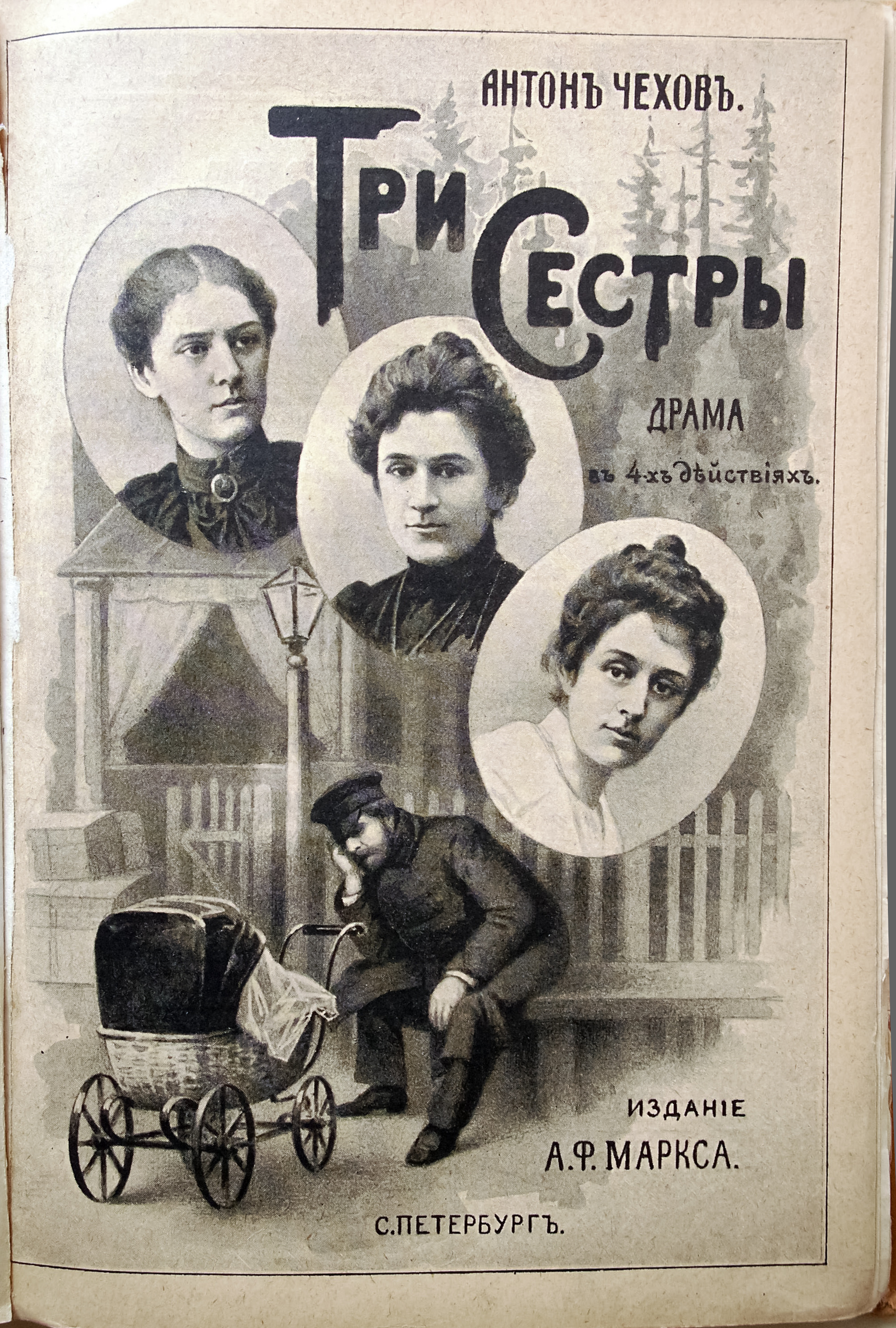
Портрет М. Г. Савицкой в роли Ольги (вверху) на обложке первого издания пьесы «Три сестры» А. П. Чехова. 1901 г.

- Магда («Потонувший колокол» Г. Гауптмана, 1898)
- Антигона («Антигона» Софокла, 1899)
- Весна («Снегурочка» А. Н. Островского, 1900)
- Ольга («Три сестры» А. П. Чехова, 1901)
- Ирэн («Когда мы, мёртвые, пробуждаемся» Г. Ибсена, 1901)
- Анна («На дне» М. Горького, 1902)
- фру Альвинг («Привидения» Г. Ибсена, 1905)
- царица Ирина («Царь Фёдор Иоаннович» А. К. Толстого, 1906)
- царица Марина («Смерть Иоанна Грозного» А. К. Толстого)
- фея Бирилюна, Бабушка («Синяя птица» М. Метерлинка, 1908)
- Турусина («На всякого мудреца довольно простоты» А. Н. Островского, 1909)
- Маша — в «Чайке» А. П. Чехова
- Варя — в «Вишнёвый сад» А. П. Чехова и др.